# Língua kom
A língua 'Kom, Itaŋikom, é uma língua Bantóide Meridional falada por cerca de 2.500 pessoas do povo Kom de Camarões. Shultz (1997ª) e Shultz (1997) são obras que apresentam uma bem compreensiva descrição da gramática da língua.

## Tons
Kom é uma língua tonal que apresenta três tons.

## Amostra de texto
Pai Nosso

Marvâna ka-om kan-Pa: Narahming kaja om rasoh; narengram jōng tlung rasoh; marvâna nalungdo a’ntlo kapōa raleichunga’m intlo rasoh. Tuning kani kankatluk sik sâk leh in apek roh. Keini’n kanchunga akaṭhe hei kantarangei mandam kapōa kanṭhena arangei mandam roh. Mathlemna aṭhōimak roh, tâk-kha Akaṭhamak Inkhat a inphut ahuksōt roh. Ajârchu rengram, rathahrat, khana lûrna ahei tik a nata kae.